# Elena Riccoboni
Elena Virginia Riccoboni, nacida Balletti y llamada por los franceses Flaminia (Ferrara, 27 de abril de 1686 - 29 de diciembre de 1771), actriz, dramaturga y escritora italiana.

## Biografía
Hija y madre de actrices, pero de familia muy pobre, casó muy joven y por conveniencia con el hijo del director de la compañía en que trabajaban sus padres, el también actor e historiador literario modenés Luigi o Lodovico Andrea Riccoboni. Inteligente, aprendió latín y hablaba español y francés con fluidez. Acumuló una cultura superior a lo habitual en su sexo y condición, de forma que incluso ingresó como poetisa en la Academia de los Arcades de Roma bajo el nombre de Mirtinda Parraside y perteneció también a las academias de Ferrara, Bolonia y Venecia. Secundó el proyecto de su marido de reformar el teatro italiano por medio de la estética del Neoclasicismo y lo siguió a Francia; fue la primera en recitar la Merope de Scipione Maffei, quien la seguía de ciudad en ciudad solo para verla recitar, aunque, según la crítica de su tiempo, no poseía una voz afortunada. Fue actriz de comedia italiana en París bajo el sobrenombre de Flaminia, que ganó por haber hecho ese papel, el de una prima amorosa, y se distinguió como actriz principal en la Sofonisba de Trissino y en la Semiramide de Muzio Manfredi, acreditando su fama de excelente en la Ifigenia in Tauride, de Pier Jacopo Martelli y con el papel de Aspasia en el Arfascrsc de Giulio Agosti.

## Obra
Escribió una Lettre de M. R.*** (Elena Virginia Riccoboni) à M. l'abbè C.*** (Antonio Conti), au sujet de la nouvelle traduction du poëme de la Jérusalem delivrée du Tasse (par Mirabeau). Paris: Ph. N. Lottin et H. D. Chaubert, 1725, poemas diversos y un par de piezas teatrales: Le naufrage (1726), comedia en prosa en cinco actos, y Abdilly, roi de Grenade (1729), tragicomedia en tres actos y en prosa que solo tuvo una representación y no fue acogida favorablemente por el público. También escribió novelas de inspiración feminista que fueron muy famosas y traducidas, también al español. Estas novelas son de trama sencilla, pero destacan por el análisis psicológico de los personajes.